# Episyron
Episyron ist eine Gattung der Wegwespen (Pompilidae). In Europa treten neun Arten auf.

## Merkmale
Bei den Arten der Gattung Episyron handelt es sich um mittelgroße bis große Wegwespen. Kopf und Thorax haben lange, aufgerichtete, dunkle Haare. Pronotum, Schildchen (Scutellum), Metanotum, Propodeum, die Hüften (Coxen) der Hinterbeine und das erste Tergum ist anliegend, schuppig behaart. Die konvexe Stirnplatte (Clypeus) ist lang und breit. Sie, die Hüften und die ventrale Seite des Thorax sind kurz, seiden, anliegend beflaumt. Die Maxillarpalpen sind ziemlich kurz. Die Mandibeln haben zwei zusätzliche Zähnchen. Das Schildchen ist konvex. Das kurze Metapostnotum liegt unterhalb des Metanotum. Das Propodeum ist nach hinten zunehmend gekrümmt. Die Flügel sind bräunlich getönt, die Vorderflügel haben an der Spitze ein braunes Band. Das Flügelmal (Pterostigma) ist klein. Die Schienen (Tibien) haben lange Dornen, bei den Weibchen haben die Tarsen der Vorderbeine gut entwickelte Tarsalkämme. Die Klauen sind bei beiden Geschlechtern bifid. Der Hinterleib ist in der Regel gefleckt, bei den Männchen hat das siebte Tergum einen weißen Fleck.

## Lebensweise
Die Wespen besiedeln vorwiegend offene, sandige Lebensräume. Die Weibchen graben ihre Nester in den Boden. Die Larve werden mit Spinnen der Familie Araneidae, Lycosidae und Tetragnathidae versorgt.

## Arten (Europa)
- Episyron albonotatum (Vander Linden, 1827)
- Episyron arrogans (Smith, 1873)
- Episyron candiotum Wahis, 1966
- Episyron capiticrassum (Ferton, 1901)
- Episyron coccineipes (Saunders, 1901)
- Episyron funerarium (Tournier, 1889)
- Episyron gallicum (Tournier, 1889)
- Episyron levantinum Wahis, 1966
- Rotbeinige Wegwespe (Episyron rufipes (Linnaeus, 1758))

## Belege